# Pedralba de la Pradería (ort)
Pedralba de la Pradería är en ort i Spanien.   Den ligger i provinsen Provincia de Zamora och regionen Kastilien och Leon, i den nordvästra delen av landet, 300 km nordväst om huvudstaden Madrid. Pedralba de la Pradería ligger 985 meter över havet och antalet invånare är 272.
Terrängen runt Pedralba de la Pradería är huvudsakligen kuperad, men åt nordost är den platt. Runt Pedralba de la Pradería är det mycket glesbefolkat, med 2 invånare per kvadratkilometer. Närmaste större samhälle är Puebla de Sanabria, 6,1 km nordost om Pedralba de la Pradería. 